# 尼茲基島
尼茲基島是俄羅斯的島嶼，屬於北地群島的一部分，位於布爾什維克島以北400米的拉普捷夫海，由克拉斯諾亞爾斯克邊疆區負責管轄，長0.3公里，島上無人居住。